# Birth (Film)
Birth ist ein Spielfilm des britischen Regisseurs Jonathan Glazer aus dem Jahr 2004. Das Mystery-Drama basiert auf einem Original-Drehbuch Glazers, das er gemeinsam mit Jean-Claude Carrière und Milo Addica für die Leinwand adaptierte.

## Handlung
New York City, im Winter – Anna hat zehn Jahre nach dem Tod ihres Ehemannes beschlossen, ihren neuen Freund Joseph nach dessen jahrelangem Werben zu ehelichen. Beide geben einen Empfang, auf dem sie ihre baldige Heirat bekanntgeben, doch einen Tag später bei der Geburtstagsparty von Annas Mutter Eleanor steht plötzlich ein zehnjähriger Junge im Esszimmer und will mit Anna unter vier Augen reden. In der Küche entgegnet ihr der Junge, dass er Sean sei, Annas vor Jahren verstorbener erster Ehemann. Verblüfft und gleichzeitig entsetzt schickt sie den Jungen fort und glaubt, einem bitterbösen Scherz zum Opfer gefallen zu sein. Sie erzählt die seltsame Begebenheit ihrer Familie, die diesen Zwischenfall ebenfalls nicht ernst nimmt. Aber einen Tag später trifft ein Brief ein, in dem in ungelenker Kinderhandschrift steht, dass Anna Joseph nicht heiraten soll. Sowohl Anna als auch ihr Verlobter fühlen sich von dem Jungen belästigt, und sie reden mit seinem Vater, der als Privatlehrer regelmäßig bei den Nachbarn Unterricht gibt und Sean in den luxuriösen Appartementkomplex mitnimmt. Im Gespräch mit seinem Vater, Anna und Joseph weigert sich Sean, zuzustimmen, dass er Anna in Zukunft nicht wiedersehen darf. Er bricht zusammen, nachdem Anna erklärt, dass der Junge sie in Ruhe lassen solle. Anna beobachtet den Zusammenbruch Seans und leidet beim späteren Besuch der Oper Die Walküre von Richard Wagner, die von der inzestuösen Liebe der Zwillinge Siegmund und Sieglinde handelt, selbst seelische Qualen. Ist ihr verstorbener Ehemann tatsächlich in dem Jungen wiedergeboren?
Tage später vereinbart Sean ein Treffen im Park, Anna würde wissen, wo. Tatsächlich trifft sie den Jungen unter genau der Brücke, an der ihr Ehemann damals beim Lauftraining tot zusammenbrach. Als Anna dem Jungen aber immer noch nicht glauben will, verlangt er einen Test. Um zu beweisen, dass er Sean ist, soll Anna ihm Fragen stellen, die nur ihr verstorbener Ehemann beantworten kann. Bob, Annas Schwager und ehemaliger Arzt, zeichnet das Gespräch mit dem Jungen auf, der Fakten preisgibt, die nur der echte Sean wissen kann. Auch bei einem zweiten Test in der Wohnung von Annas Mutter kann Sean Kenntnisse über intime Details aus Annas Ehe vorweisen. Anna willigt daraufhin ein, mit dem Jungen einen Tag zu verbringen, um ihm seine Wahnvorstellung zu nehmen. Bevor sie Sean jedoch von der Schule abholt, stattet sie Clara und Clifford einen Besuch ab, die enge Freunde ihres verstorbenen Ehemannes waren. Sie berichtet dem Paar, das auch dem Empfang beigewohnt hat, von dem mysteriösen Vorfall und bittet Clifford, den Jungen zum Gehen aufzufordern, da sie sich erneut in Sean zu verlieben beginnt.
Währenddessen fühlt sich Annas Verlobter Joseph immer mehr mit der ungewöhnlichen Situation überfordert und glaubt, dass Anna einem Narren auf den Leim geht. Er sieht den Jungen als Konkurrenten an, der zwischen ihm und einem zukünftigen Leben mit Anna steht. Seine Ängste bestätigen sich, als seine Verlobte einen gemeinsamen Termin zu einer Wohnungsbesichtigung vergisst, während sie mit Sean den Tag verbringt. Anna hat sich immer mehr in der Vorstellung verloren, dass ihr verstorbener Ehemann tatsächlich zu ihr zurückgekommen ist. Sie fragt den Jungen, wie er sie ernähren solle und wie er ihre sexuellen Bedürfnisse befriedigen könne. Als Anna am Abend in der Badewanne liegt, kommt Sean ins Bad, zieht sich aus und steigt zu ihr in die Wanne. Er gibt vor seine Frau betrachten zu wollen. Joseph hört ihre gemeinsamen Stimmen im Bad und stellt fest, dass die Tür abgeschlossen ist. Anna bittet Sean zu gehen, lässt ihn jedoch am Abend einem privaten Konzert beiwohnen, auf dem die Musik zu ihrer geplanten Hochzeit probeweise aufgeführt wird. Damit versucht man dem Jungen klarzumachen, dass Annas Heirat mit Joseph kurz bevorstehe. Joseph ist angespannt und schafft es nicht, seine Wut über den Jungen in Zaum zu halten. Er vergreift sich an Sean und versucht ihn zu verprügeln, kann jedoch von den anderen Familienmitgliedern zurückgehalten werden. Sean flüchtet aus der Wohnung, Anna folgt ihm und beide werden von Bob beobachtet, wie sie sich auf der Straße küssen.
Stunden nach der Szene kommt Clifford in die Wohnung, in der Joseph gerade beginnt seine Sachen zu packen und auszuziehen. Er findet Anna aufgelöst in der dunklen Küche vor. Der Junge scheint seinen alten Freund Clifford zu erkennen und fällt ihm in die Arme, aber in einem Gespräch unter vier Augen entgegnet Clifford Anna, dass es sich bei dem 10-jährigen keinesfalls um Sean handeln könne. Anna will jedoch nicht auf ihn hören und widerspricht ihm fortwährend. Sie ist zu sehr der Illusion verfallen, ihren immer noch zutiefst geliebten ersten Ehemann in dem Jungen wiedergefunden zu haben, und plant mit Sean davonzulaufen. Die Illusion wird jedoch von Clara zerstört, welche die heimliche Geliebte von Annas Ehemann war. Der Verstorbene hatte eine Affäre mit ihr und als Beweis für seine Liebe vertraute er ihr die ungeöffneten Liebesbriefe Annas an. Diese wollte Clara beim Empfang Anna als bösartiges Geschenk überreichen, hatte aber dann Gewissensbisse und vergrub die Briefe im nahe gelegenen Park. Der Junge war Clara gefolgt, fand die Briefe und verstieg sich in die Vorstellung, Annas Ehemann zu sein.
Nachdem Anna Sean anbietet, mit ihm davonzulaufen, bis er volljährig ist, eröffnet er ihr, dass er nicht ihr verstorbener Ehemann ist. Anna wird bewusst, dass sie sich in einen Irrglauben geflüchtet hat. Sie kehrt zu ihrem Verlobten Joseph zurück, der ihr vergibt. Beide heiraten wie geplant im Mai am Meer. Während der Hochzeit unternimmt Anna jedoch einen Selbstmordversuch. Sie versucht ins Wasser zu gehen, wird aber von Joseph davor bewahrt.

## Rezeption
Das kammerspielartige Drama Birth stieß in den USA bei Kritikern und Publikum auf sehr wenig Gegenliebe. Zu sehr wurde Jonathan Glazers metaphysische Liebesgeschichte mit den Themen Pädophilie und Kindesmissbrauch assoziiert. Vor allem eine Szene, in der der zur Zeit der Dreharbeiten 11-jährige Co-Star Cameron Bright mit Nicole Kidman ein gemeinsames Bad nimmt, erzürnte Kritiker, obwohl versichert wurde, dass beide Schauspieler hautfarbene Badeanzüge getragen hätten. So spielte der Film allein in den USA nur ein Viertel seiner auf 20 Mio. US-Dollar geschätzten Produktionskosten wieder ein und wurde als finanzieller Flop an den Kinokassen betitelt. Ähnlich aufgenommen wurde Birth in Europa, wo Hauptdarstellerin Nicole Kidman bei der Premiere des Films auf den 61. Filmfestspielen von Venedig 2004 für ihre verstörende Rolle sogar ausgebuht wurde.

## Kritiken
„Aufregender und ungewöhnlicher als alles, was Sie bisher gesehen haben.“

„Dass sein (Glazers) Werk Diskussionen provoziert und zum Nachdenken angeregt, ist eine Sache. Die andere, die handwerkliche, hat er perfekt gelöst. Die düsteren, farblosen Bilder von Kameramann Harris Savides (‚The Game‘; ‚Elephant‘) unterstreichen das Übersinnliche des Plots ebenso wie das kantige, etwas altmodische, in herbstlichen Brauntönen gehaltene Produktionsdesign von Kevin Thompson sowie die sphärische Musik von Alexandre Desplat. Die exzellenten Darsteller um Kidman und Bright, allen voran Huston als eifersüchtiger Verlobter und Arliss Howard als melancholischer Schwager Bob tun ein Übriges um ‚Birth‘ im Vergleich zu verwandten Genre-Highlights genügend Eigenständigkeit zu verleihen.“

„Ein wunderbares Mysterium von glasklarer Schönheit.“

„Ex-Werbefilmer Jonathan Glazer bleibt nach seinem sehenswerten Regiedebüt ‚Sexy Beast‘ seiner Linie treu und präsentiert erneut Originell-Verstörendes, diesmal sogar Übersinnliches. Sein Reinkarnationsdrama, das 2004 im Wettbewerb von Venedig lief, ist zum einen eine fast philosophisch anmutende Abhandlung zum Thema Wiedergeburt, zum anderen aber auch eine für US-Verhältnisse skandalöse Love Story – zwischen ‚Dolmetscherin‘ Nicole Kidman und Nachwuchs-Hoffnung Cameron Bright (‚Godsend‘). Für Arthouse-Adepten und Kidman-Fans.“

„Fragen über Fragen, die aus diesem Film ein elegant verschlepptes Rätselraten machen. Bis Regisseur Jonathan Glazer dem aufgestauten Erklärungsbedarf so lapidar Genüge tut, dass es einem Coitus interruptus gleichkommt. Kidman-Fans mögen das verzeihen, für andere bleibt’s ein Stück stilvoll gefilmter Schwachsinn zum Thema Reinkarnation.“

## Auszeichnungen
Nicole Kidman wurde für ihr Porträt der Anna, die an die Wiedergeburt ihres verstorbenen Ehemanns glaubt, zum siebten Mal für einen Golden Globe nominiert sowie zum vierten Mal in ihrer Karriere von der US-amerikanischen Academy of Science Fiction, Fantasy & Horror Films als beste Hauptdarstellerin für einen Saturn Award nominiert. Ebenfalls für mehrere Filmpreise in Betracht gezogen wurde Nicole Kidmans jugendlicher Co-Star Cameron Bright sowie die Filmmusik des französischen Komponisten Alexandre Desplat.
Die Deutsche Film- und Medienbewertung FBW in Wiesbaden verlieh dem Film das Prädikat wertvoll.

### Golden Globe 2005
- nominiert in der Kategorie Beste Hauptdarstellerin – Drama (Nicole Kidman)

### Weitere
Academy of Science Fiction, Fantasy & Horror Films 2005
Nominiert in den Kategorien
- Bester Film
- Beste Hauptdarstellerin (Nicole Kidman)
- Bester jugendlicher Darsteller (Cameron Bright)

Broadcast Film Critics Association Awards 2005
- nominiert in der Kategorie bester jugendlicher Darsteller (Cameron Bright)

Catalonian International Film Festival 2004
- Beste Regie
- nominiert als bester Film

Online Film Critics Society Awards 2005
- nominiert für die beste Filmmusik

Filmfestspiele von Venedig 2004
- nominiert für den Goldenen Löwen als bester Film

Young Artist Awards 2005
- nominiert in der Kategorie Bester jugendlicher Darsteller (Cameron Bright)